# バス・ノーイ
バス・ノーイ（Bas Nooij、1987年11月26日 - ）は、オランダ・北ホラント州アムステルフェーン出身の野球選手（捕手）。右投右打。現在は、オランダ国内リーグであるホーフトクラッセのL&Dアムステルダム・パイレーツでプレーしている。
セバスチャン・ノーイ（Sebastiaan Nooij）と表記されることもある。

## 経歴
2006年にホーフトクラッセのアムステルダム・パイレーツでデビュー。翌年からアメリカ合衆国へ野球留学し、ロウアー・コロンビア・カレッジとハワイ・パシフィック大学でプレーした。
2010年からオランダに戻り、チームの正捕手として活躍している。

## 国際大会
2009年のワールドポート・トーナメントにはブルペン捕手として帯同した。
2010年のハーレムベースボールウィークでオランダ代表デビューを果たした。
2011年9月20日に、第39回IBAFワールドカップのオランダ代表に選出された事が発表された。この大会では、欧州勢としては、1938年大会のイギリス代表以来73年ぶりの優勝を果たした。この栄誉を称えて代表24人全員に「サー」の爵位が贈られ、ノーイにも贈られた。
2013年にはトミー・ジョン手術のため出場を取りやめたスペンサー・キーブームに代わってワールドベースボールクラシックのオランダ代表に選出された。

## 詳細情報

### 代表歴
- 第39回IBAFワールドカップ・オランダ代表
- 2013 ワールド・ベースボール・クラシック・オランダ代表